# カリホルニウム
カリホルニウム（英: californium [ˌkælɨˈfɔrniəm]）は、原子番号98の元素。元素記号は Cf。アクチノイド元素の一つ。超ウラン元素でもある。比重は15.1、融点は900 °Cである。安定同位体は存在しない。物理的、化学的性質も不明な部分が多い。原子価は+3価。実用的な用途がある最も原子番号の大きい元素でもある。カリホルニウムには3つの同素体(α、β、γ)がある。

## 名称
元素名は、地名であるカリフォルニア（米国）、及びカリフォルニア大学に由来する。そのため「カリフォルニウム」と日本語表記されることもあるが、学術用語集で定められた日本語表記は「カリホルニウム」である。

## 同位体
いくつかの同位体が発見されているが、最も半減期が長いのはカリホルニウム251で898年である。原子炉内でウラン235が中性子の捕獲を繰り返して出来るカリホルニウム252は、半減期が2.65年である。このカリホルニウム252は、自発核分裂（平均3.8個の中性子を出す）する。

## 歴史
1949年、カリフォルニア大学バークレー校[:en]のグレン・シーボーグ (G.T.Seaborg)、トンプソン (G.Thompson)、ギオルソ (A.Ghiorso) らが、キュリウム242にサイクロトロンで35 × 106 eVに加速したα粒子をぶつけてカリホルニウム245（半減期45分）を発見した。
日本では、1973年、日本原子力研究所がカリホルニウムの合成、検出に成功したと発表。アメリシウム241に中性子を46日間照射後、中性子を吸収して成長した物質を化学的手法で分離、これを濃縮した物質からカリホルニウム250とカリホルニウム252を検出したもの。

## 用途
カリホルニウム252は、中性子線源や、非破壊検査、その他研究用に使用される。また、原子炉建設後、最初の中性子源としても利用されるが、必要量はμg単位にすぎない。仮に100 gの価格を単純に計算すると約7兆円になる。

## 原子爆弾
原子爆弾にカリホルニウムを使用した場合、非常に小型化できる可能性が高いため研究されていた時期があり、サイエンス・フィクションでも個人が持ち運びできるものとして描写されている。
しかし、先述のとおり大変高価な物質なので、兵器としての運用は現実的でないと考えられている。

### カリホルニウム爆弾が登場するフィクション
- 地球0年 - 矢野徹の小説。冒頭で自衛隊の情報士官である主人公が「歩兵用カリフォルニウム弾発射装置」設計図を入手する。
- トップをねらえ!シリーズ - 劇中でカリホルニウムを用いた核ミサイルが登場する。
- アダルト・ウルフガイシリーズ - カリホルニウムを使用した核小銃弾が登場するエピソードがある。
- 宇宙戦艦ヤマト（石津嵐小説版)ではヤマトの主砲としてカリホルニウム核砲弾が使用されている。
- サイコキネシス大戦争シリーズ - 豊田有恒の小説。アニメのメカデザイナーである主人公の腕にカリホルニウムのカプセルが仕込まれる。
- タイムトルーパー - 小林源文によるSF劇画。1944年のヨーロッパにタイムスリップした22世紀火星軍の下士官兵5名のうち、1名がカリホルニウム弾を携行。
- 科学忍者隊ガッチャマン - 第94話「電魔獣アングラー」にカリホルニウムを用いたペンダント爆弾が登場する。